# Grzegorz Szumowski
Grzegorz Szumowski (ur. 1946 w Ożarowie Mazowieckim) – polski rysownik. 
W 1972 debiutował w Przekroju, w latach 1972–2007 współpracował z wieloma krajowymi i zagranicznymi tytułami prasowymi np. Karuzela (1972–79), Polityka (1989), Pan (1989–92), Szpilki (1989–95), Nebelspalter (Szwajcaria, 1990–93), Antena (1994–99), AWS (1998), Wiedza i Życie (1998), Sukces (2002) oraz z TVP (projektował lalki do programów satyrycznych Jerzego Kryszaka, Marcina Wolskiego i Andrzeja Zaorskiego – Szopka noworoczna i całoroczna (1991–98), Mielenium (1994), Akropoland (1996–98). Ilustruje okładki, bajki, książki dziecięce, edukacyjne (elementarz pt. Wesoła Szkoła), rysuje karykaturę portretową (wiele portretów satyrycznych znajduje się w zbiorach prywatnych oraz w galeriach w Polski i świata). Zdobył 80 nagród polskich i światowych. Wielokrotnie uczestniczył w ogólnopolskich wystawach rysunku satyrycznego oraz przeglądach satyry polskiej za granicą (np. Budapeszt, Hanower, Londyn, Münster, Nowy Jork).